# Tordylium cordatum
Tordylium cordatum är en växtart i släktet Tordylium och familjen flockblommiga växter. Den beskrevs av Nicolaus Joseph von Jacquin som Hasselquistia cordata och fick sitt nu gällande namn av Jean Louis Marie Poiret 1806.
Arten är en ettårig ört som förekommer i östra Medelhavsområdet och norra Irak.